# Espéranto-Jeunes
Espéranto-Jeunes (anche nota, in esperanto, come JEFO - Junulara Esperantista Franca Organizo, ovvero "Organizzazione giovanile esperantista francese") è un'associazione giovanile volta alla promozione della lingua esperanto in Francia.
Si tratta della sezione francese della Tutmonda Esperantista Junulara Organizo, che raggruppa tutte le associazioni esperantiste giovanili attive nei singoli stati. Espéranto-Jeunes è inoltre sezione giovanile della Espéranto-France, la massima associazione esperantista nazionale.
Gli scopi ufficiali dell'associazione comprendono la promozione dell'insegnamento e dell'utilizzo dell'esperanto presso i giovani francesi, la promozione dell'apprendimento delle lingue in generale e delle lingue a rischio di scomparsa in particolare, l'organizzazione di scambi culturali giovanili formali o informali e il sostegno a progetti di solidarietà internazionali che ricadano nell'ambito dell'educazione dei giovani.
Pur avendo membri in tutta la Francia, l'associazione conta su gruppi particolarmente forti a Parigi (dove si trova la sede) e Lione (sede del bar esperantista KoToPo).

## Attività
La JEFO pubblica la rivista trimestrale JEFO informas (JI; letteralmente "La JEFO informa"). La pubblicazione è in esperanto e francese.
L'associazione è inoltre attiva su Internet, dove gestisce un corso di esperanto per francofoni mettendo gratuitamente una trentina di correttori a disposizione degli studenti.
La JEFO mantiene legami con altre associazioni francesi e partecipa a diverse manifestazioni; in particolare, è presente annualmente all'Expolangue di Parigi, esposizione internazionale dedicata al tema delle lingue che si svolge ogni anno nella capitale francese.
L'ultimo grande evento organizzato dalla JEFO è stato l'Internacia Junulara Kongreso di Strasburgo, nell'estate del 2001. Attualmente l'associazione promuove due tipi di incontri: dei fine settimana a tema gastronomico, mirati principalmente al pubblico francese per diffondere la conoscenza dell'esperanto, e un incontro annuale dal nome FESTO, cui partecipano giovani esperantisti di tutto il mondo.